# Adventures in the Magic Kingdom
Adventures in the Magic Kingdom es un videojuego lanzado en 1990 para la Nintendo Entertainment System. Su banda sonora fue compuesta por Yōko Shimomura, quien también creó la serie Kingdom Hearts.

## Etapas
Cada etapa es un paseo del parque y el jugador puede elegir en qué etapa jugar caminando alrededor del parque. Las etapas varían en dificultad y en el juego, y puede ser terminado en cualquier orden. Las seis etapas son las siguientes:

### Autopia
El jugador controla un veloz coche en una carrera contra el malvado Panhandle Pete, que ha robado una de las llaves de plata. El juego es de una perspectiva de arriba hacia abajo y los jugadores deben evitar diversos obstáculos durante la carrera.

### Haunted Mansion
Este es un tradicional desplazador lateral, en el que el jugador debe derrotar a fantasmas lanzando velas en ellos para recuperar una de las llaves.

### Pirates of the Caribbean
Este es otro desplazador lateral en el que el jugador debe rescatar a seis aldeanos de piratas que irrumpieron en una isla se asemeja a la atracción de Piratas del Caribe.

### Big Thunder Mountain
El jugador controla un tren sobre una pista de perspectiva de arriba hacia abajo, y rápidamente debe elegir entre los distintos caminos a tomar. Cada camino conduce a través de varios obstáculos y la ruta correcta llevará a la estación final.

### Space Mountain
El jugador aborda una nave espacial con la misión de llegar a una cierta estrella. El juego es en primera persona y el jugador debe usar la flecha en el control de juegos para maniobrar a través de los asteroides, mientras que las naves enemigas disparan con un phaser.

### The Trivia Game
El juego de trivia está disponible para jugar en cualquier momento. Varios niños de todo el parque le hacen preguntas al jugador sobre películas y personajes de Disney, y si estas son respondidas correctamente, los niños revelan la ubicación de la llave de plata final.